# Бычков, Юрий Евгеньевич
Ю́рий Евге́ньевич Бычко́в (20 декабря 1948, Орёл) — советский и российский дипломат, Чрезвычайный и полномочный посланник Российской Федерации I класса, Государственный советник Российской Федерации I класса.

## Биография
Окончил машиностроительный техникум. В 1968—1969 гг. работал технологом на Орловском заводе погрузчиков. В армии вступил в КПСС. Продолжал службу в качестве инструктора по комсомольской работе политотдела корпуса ПВО в Североморске. 
В 1971—1975 гг. учился в Высшей комсомольской школе при ЦК ВЛКСМ, по окончании которой был распределён на работу в организационный отдел Московского горкома комсомола. В 1977—1985 гг. работал в Севастопольском РК КПСС Москвы в качестве помощника первого секретаря и заведующего организационным отделом. В 1980—1985 гг. избирался депутатом Севастопольского районного Совета депутатов трудящихся. В 1985—1988 гг. учился в Дипломатической академии МИД СССР, там же защитил кандидатскую диссертацию. В 1988—1992 гг. первый секретарь посольства СССР (затем РФ) в Югославии. Публично полемизировал с Э. Лимоновым по вопросу об ответственности сторон за разжигание гражданской войны в Югославии. В 1994—1995 гг. — руководитель Российской делегации, представитель МИД РФ в Объединённой контрольной комиссии по урегулированию вооружённого конфликта в Приднестровье. В 1996—2000 гг. – консультант, зам. начальника отдела, начальник отдела Управления Президента Российской Федерации по внешней политике.
В 2000—2004 гг. — Генеральный консул Российской Федерации в Подгорице (Республика Черногория, СРЮ). Содействовал возведению в Подгорице памятников А. С. Пушкину, В.С.Высоцкому, П.А.Ровинскому. Организовал работы по ремонту захоронений русских эмигрантов в Герцег-Новом. Выступил с критикой курса руководства республики по её вхождению в евро-атлантические структуры. В 2005—2013 гг. возглавлял Службу лингвистического обеспечения МИД РФ. В 2013 г. создал и возглавил Межрегиональную общественную организацию «Общество дружбы и сотрудничества с Черногорией». Лауреат общественной Премии Черногории «Руска награда».
Имеет государственные награды: медали ордена «За заслуги перед Отечеством» I и II степени, медаль «За воинскую доблесть». В ознаменование 100-летия со дня рождения В.И.Ленина", медаль «За трудовую доблесть», медаль А.М. Горчакова, знак ПМР «Интернациональная помощь». Почётный работник МИД РФ.
Политолог, кандидат исторических наук, доцент Кафедры международных отношений и дипломатии Московского гуманитарного университета.
Женат. Имеет взрослых сына и дочь.

## Публикации
- Бычков Ю. Е. Черногория: от прошлого к настоящему. Страницы истории Черногории и российско-черногорских отношений. — М.: Декоративное искусство, 2008. — 368 с. — ISBN 5-902694-03-5.
- Бычков Ю.Е. Ощущение своего времени. Страницы одной не рядовой биографии.. — М.: АИРО-XXI, 2016. — 304 с. — ISBN 978-5-91022-336-7.
- Распопович Р.,  Бычков Ю. Российское консульство в Которе. 1804-1806 годы // Славяноведение : журнал. — 2005. — № 3. — С. 3—20.
- Бычков Ю. Е. (Общие сведения, население, хозяйство).Босния и Герцеговина (Bosna I Hercegovina) // Большая российская энциклопедия в 35 томах. М.: Большая российская энциклопедия, 2006. - Т. 4. 766 с. Большой Кавказ — Великий канал. - С. 72—79. ISBN 5-85270-333-8.

- Бычков Ю.Е. "За активную работу в комсомоле" // Моя комсомольская юность. Воспоминания ветеранов дипслужбы. - М.: "Вест-Консалтинг", 2018. - 260 с., илл. С. 132-139. ISBN 978-5-91865-526-9.
- Бычков Ю.Е. От комсомола до дипломатии. // Очерки истории Московской городской комсомольской организации (1971-1991 гг.). - М.: Издательство "У Никитских ворот". 2023. - 672 с. : ил. с. 89-98. - ISBN 978-5-00170-927-5.